# Agaricus heterocystis
Agaricus heterocystis es un hongo de la familia Amanitaceae recolectado por primera vez en el Congo por Julie-Henriette-Martha Fontana y descrito por Paul Heinemann.

## Descripción
Píleo (sombrero) bastante grueso, regularmente se adelgaza hacia el margen, de 8-16 cm de diámetro, semiesférico, después convexo-extendido con la parte superior bastante truncada; al final ligeramente deprimido en el centro; superficie pardo-ocrácea, rojiza-parduzca hacia el margen, sedosa-fibrilosa, inicialmente con mechones fibrilosos concoloros, permanecen más tiempo en las orillas; margen no sobresaliente, a veces con restos apendiculados (remanentes) del anillo. Estípite de 7.5-11 cm × 1-3 cm, cilíndrico, engrosado en la base o irregularmente claviforme, fistuloso, posteriormente bastante hueco de forma irregular, blanco en la parte superior, pardo-ocráceo en el resto, finalmente completamente concoloro o del mismo color hacia el píleo; anillo constituido en su mayor parte por el velo parcial, blanquecino, luego ocráceo, membranoso, grueso, frágil, a 2-3 cm de la parte superior del estípite; base del estípite a veces con cordones miceliales amarillentos. Láminas de hasta 12 mm de ancho, apretadas, libres, atenuadas en ambos extremos, rosado-parduzcas luego pardo-púrpura oscuro; borde ligeramente más pálido. Carne firme, blanca en el píleo, crema-parduzca en el estípite, se torna de color rosa al corte, más o menos pardusco en el píleo, de rojizo más o menos intenso en el estípite; sabor agradable, dulce luego muy ligeramente acre; olor agradable. Impresión de esporas pardo oscuro purpúrea.

## Efectos antioxidantes
Se estudiaron las propiedades antioxidantes de A. heterocystis como aditivo alimenticio. El extracto destilado en calor de los hongos retrasó el oxidamiento de muestras de manzana por lo que se demostró que tiene efectos inhibidores al reaccionar con los radicales libres ABTS y DPPH.

## Taxonomía
El nombre completo de A. heterocystis en Index Fungorum es:
Agaricus heterocystis Heinem. & Gooss.-Font., in Heinemann, Bull. Jard. bot. État Brux. 26(1): 82 (1956)